# Lijst van voetbalinterlands Burundi - Mauritanië
Deze lijst van voetbalinterlands is een overzicht van alle officiële voetbalwedstrijden tussen de nationale teams van Burundi en Mauritanië. De landen hebben tot op heden vijf keer tegen elkaar gespeeld. De eerste ontmoeting was een kwalificatiewedstrijd voor de Afrika Cup 2008 in Bujumbura op 8 oktober 2006. Het laatste duel, een kwalificatiewedstrijd voor de Afrika Cup 2021, werd gespeeld op 15 november 2020 in de Burundese hoofdstad.

## Wedstrijden
| № | Plaats     | Datum            | Competitie                           | Wedstrijd            | Uitslag |
| - | ---------- | ---------------- | ------------------------------------ | -------------------- | ------- |
| 1 | Bujumbura  | 8 oktober 2006   | Afrika Cup 2008 kwalificatie         | Burundi − Mauritanië | 3 − 1   |
| 2 | Nouakchott | 13 oktober 2007  | Afrika Cup 2008 kwalificatie         | Mauritanië − Burundi | 2 − 1   |
| 3 | Polokwane  | 18 januari 2014  | African Championship of Nations 2014 | Burundi − Mauritanië | 3 − 2   |
| 4 | Nouakchott | 11 november 2020 | Afrika Cup 2021 kwalificatie         | Mauritanië − Burundi | 1 − 1   |
| 5 | Bujumbura  | 15 november 2020 | Afrika Cup 2021 kwalificatie         | Burundi − Mauritanië | 3 − 1   |

## Samenvatting
| Competitie                      | Totaal gespeeld | Winst Burundi | Gelijk | Winst Mauritanië | Doelsaldo Burundi – Mauritanië |
| ------------------------------- | --------------- | ------------- | ------ | ---------------- | ------------------------------ |
| Afrika Cup-kwalificatie         | 4               | 2             | 1      | 1                | 8 − 5                          |
| African Championship of Nations | 1               | 1             | 0      | 0                | 3 − 2                          |
| Totaal                          | 5               | 3             | 1      | 1                | 11 − 7                         |

Wedstrijden bepaald door strafschoppen worden, in lijn met de FIFA, als een gelijkspel gerekend.
FFB · Burundees vrouwenelftal · Olympisch elftal
Interlands
Tegenstander:
Algerije ·
Angola ·
Bahrein ·
Bangladesh ·
Benin ·
Botswana ·
Burkina Faso ·
Centraal-Afrikaanse Republiek ·
Comoren ·
Congo-Brazzaville ·
Congo-Kinshasa ·
Djibouti ·
Egypte ·
Eritrea ·
Ethiopië ·
Gabon ·
Gambia ·
Ghana ·
Guinee ·
Indonesië ·
Ivoorkust ·
Kameroen ·
Kenia ·
Lesotho ·
Liberia ·
Madagaskar ·
Malawi ·
Mali ·
Marokko ·
Mauritanië ·
Mauritius ·
Myanmar ·
Namibië ·
Niger ·
Nigeria ·
Oeganda ·
Palestina ·
Rwanda ·
Senegal ·
Seychellen ·
Sierra Leone ·
Soedan ·
Somalië ·
Tanzania ·
Tunesië ·
Zambia ·
Zimbabwe ·
Zuid-Afrika ·
Zuid-Soedan
FFRIM · A-internationals · Mauritaans vrouwenelftal
1960 – 1969 · 
1970 – 1979 · 
1980 – 1989 · 
1990 – 1999 · 
2000 – 2009 · 
2010 – 2019 ·
2020 − 2029
Algerije ·
Angola ·
Bahrein ·
Benin ·
Botswana ·
Burkina Faso ·
Burundi ·
Canada ·
Centraal-Afrikaanse Republiek ·
Comoren ·
Congo-Brazzaville ·
Congo-Kinshasa ·
Equatoriaal-Guinea ·
Egypte ·
Ethiopië ·
Gabon ·
Gambia ·
Guinee ·
Guinee-Bissau ·
Irak ·
Ivoorkust ·
Jemen ·
Jordanië ·
Kaapverdië ·
Kameroen ·
Kenia ·
Lesotho ·
Libanon ·
Liberia ·
Libië ·
Madagaskar ·
Mali ·
Marokko ·
Mauritius ·
Mozambique ·
Niger ·
Oeganda ·
Oman ·
Palestina ·
Rwanda ·
Saoedi-Arabië ·
Senegal ·
Sierra Leone ·
Soedan ·
Somalië ·
Syrië ·
Tanzania ·
Togo ·
Tunesië ·
Verenigde Arabische Emiraten ·
Zambia ·
Zimbabwe ·
Zuid-Afrika ·
Zuid-Jemen ·
Zuid-Soedan